# (16023) Alisonyee
(16023) Alisonyee (1999 CV93) – planetoida z pasa głównego asteroid okrążająca Słońce w ciągu 4,11 lat w średniej odległości 2,56 j.a. Odkryta 10 lutego 1999 roku.